# استخر استخراج
استخر استخراج (به انگلیسی: Mining Pool) در زمینه استخراج رمز ارز، به ادغام منابع ماینرها می گویند تا قدرت پردازش خود را برروی یک شبکه به اشتراک بگذارند و پاداش را به طور مساوی، بر اساس میزان کار و حل تراکنش هایی که در احتمال یافتن یک بلوک انجام داده اند تقسیم کنند.  در استخر استخراج یک سهم به عنوان پاداش به اعضای آن داده می شود که بر اساس الگوریتم اثبات کار تایید می شود. استخراج در استخرها از زمانی شروع شد که مشکل استخراج برای استخراج کننده ها به حدی افزایش یافت که قرن ها طول می کشد تا استخراج کنندگان برای تولید یک بلوک استفاده کنند و این روند روز به روز کندتر می شود. راه حل این مشکل این بود که استخراج کنندگان (به انگلیسی: Miners) بتوانند منابع خود را جمع کنند تا سریعتر بلوک ها را تولید کنند، بنابراین بخشی از پاداش بلوک را به صورت مداوم دریافت می کنند.

## تاریخچه
اولین استخر استخراج Slush است که در نوامبر 2010 راه اندازی شد. 